# Come undone
Come undone is een single uit 2003 van de Britse zanger Robbie Williams.
Het is het negende nummer van het vijfde studio-album Escapology.

## Tracklist
1. Come undone 3:34
2. One Fine Day 3:36

## Hitnoteringen

### Nederlandse Top 40
| "Come undone" in de Nederlandse Top 40 -- binnen: 05-04-2003 | "Come undone" in de Nederlandse Top 40 -- binnen: 05-04-2003 | "Come undone" in de Nederlandse Top 40 -- binnen: 05-04-2003 | "Come undone" in de Nederlandse Top 40 -- binnen: 05-04-2003 | "Come undone" in de Nederlandse Top 40 -- binnen: 05-04-2003 | "Come undone" in de Nederlandse Top 40 -- binnen: 05-04-2003 | "Come undone" in de Nederlandse Top 40 -- binnen: 05-04-2003 | "Come undone" in de Nederlandse Top 40 -- binnen: 05-04-2003 | "Come undone" in de Nederlandse Top 40 -- binnen: 05-04-2003 | "Come undone" in de Nederlandse Top 40 -- binnen: 05-04-2003 | "Come undone" in de Nederlandse Top 40 -- binnen: 05-04-2003 | "Come undone" in de Nederlandse Top 40 -- binnen: 05-04-2003 | "Come undone" in de Nederlandse Top 40 -- binnen: 05-04-2003 | "Come undone" in de Nederlandse Top 40 -- binnen: 05-04-2003 | "Come undone" in de Nederlandse Top 40 -- binnen: 05-04-2003 | "Come undone" in de Nederlandse Top 40 -- binnen: 05-04-2003 | "Come undone" in de Nederlandse Top 40 -- binnen: 05-04-2003 |
| Week                                                         | 1                                                            | 2                                                            | 3                                                            | 4                                                            | 5                                                            | 6                                                            | 7                                                            | 8                                                            | 9                                                            | 10                                                           | 11                                                           | 12                                                           | 13                                                           | 14                                                           | 15                                                           |                                                              |
| ------------------------------------------------------------ | ------------------------------------------------------------ | ------------------------------------------------------------ | ------------------------------------------------------------ | ------------------------------------------------------------ | ------------------------------------------------------------ | ------------------------------------------------------------ | ------------------------------------------------------------ | ------------------------------------------------------------ | ------------------------------------------------------------ | ------------------------------------------------------------ | ------------------------------------------------------------ | ------------------------------------------------------------ | ------------------------------------------------------------ | ------------------------------------------------------------ | ------------------------------------------------------------ | ------------------------------------------------------------ |
| Nummer                                                       | 33                                                           | 11                                                           | 8                                                            | 8                                                            | 9                                                            | 14                                                           | 24                                                           | 28                                                           | 26                                                           | 22                                                           | 25                                                           | 27                                                           | 23                                                           | 23                                                           | 32                                                           | uit                                                          |

### Mega Top 50
| "Come undone" in de Mega Top 50 - binnen: 12-04-2003 | "Come undone" in de Mega Top 50 - binnen: 12-04-2003 | "Come undone" in de Mega Top 50 - binnen: 12-04-2003 | "Come undone" in de Mega Top 50 - binnen: 12-04-2003 | "Come undone" in de Mega Top 50 - binnen: 12-04-2003 | "Come undone" in de Mega Top 50 - binnen: 12-04-2003 | "Come undone" in de Mega Top 50 - binnen: 12-04-2003 | "Come undone" in de Mega Top 50 - binnen: 12-04-2003 | "Come undone" in de Mega Top 50 - binnen: 12-04-2003 | "Come undone" in de Mega Top 50 - binnen: 12-04-2003 | "Come undone" in de Mega Top 50 - binnen: 12-04-2003 | "Come undone" in de Mega Top 50 - binnen: 12-04-2003 | "Come undone" in de Mega Top 50 - binnen: 12-04-2003 | "Come undone" in de Mega Top 50 - binnen: 12-04-2003 | "Come undone" in de Mega Top 50 - binnen: 12-04-2003 | "Come undone" in de Mega Top 50 - binnen: 12-04-2003 | "Come undone" in de Mega Top 50 - binnen: 12-04-2003 | "Come undone" in de Mega Top 50 - binnen: 12-04-2003 | "Come undone" in de Mega Top 50 - binnen: 12-04-2003 | "Come undone" in de Mega Top 50 - binnen: 12-04-2003 |
| Week                                                 | 1                                                    | 2                                                    | 3                                                    | 4                                                    | 5                                                    | 6                                                    | 7                                                    | 8                                                    | 9                                                    | 10                                                   | 11                                                   | 12                                                   | 13                                                   | 14                                                   | 15                                                   | 16                                                   | 17                                                   | 18                                                   |                                                      |
| ---------------------------------------------------- | ---------------------------------------------------- | ---------------------------------------------------- | ---------------------------------------------------- | ---------------------------------------------------- | ---------------------------------------------------- | ---------------------------------------------------- | ---------------------------------------------------- | ---------------------------------------------------- | ---------------------------------------------------- | ---------------------------------------------------- | ---------------------------------------------------- | ---------------------------------------------------- | ---------------------------------------------------- | ---------------------------------------------------- | ---------------------------------------------------- | ---------------------------------------------------- | ---------------------------------------------------- | ---------------------------------------------------- | ---------------------------------------------------- |
| Nummer                                               | 46                                                   | 48                                                   | 26                                                   | 26                                                   | 28                                                   | 34                                                   | 37                                                   | 44                                                   | 55                                                   | 60                                                   | 61                                                   | 63                                                   | 69                                                   | 68                                                   | 74                                                   | 71                                                   | 69                                                   | 76                                                   | uit                                                  |

### NPO Radio 2 Top 2000
| Nummer met noteringen in de NPO Radio 2 Top 2000 | '18  | '19  | '20  | '21 | '22  | '23  |
| ------------------------------------------------ | ---- | ---- | ---- | --- | ---- | ---- |
| Come undone                                      | 1742 | 1867 | 1867 | -   | 1955 | 1527 |

1. ↑  Een '-' betekent dat het nummer niet was genoteerd en een vetgedrukt getal geeft de hoogste notering aan.
2. ↑  2018 was het eerste jaar met een notering voor dit nummer.
3. ↑  Deze tabel is bijgewerkt tot en met de laatste editie (2024).